# Cembalo

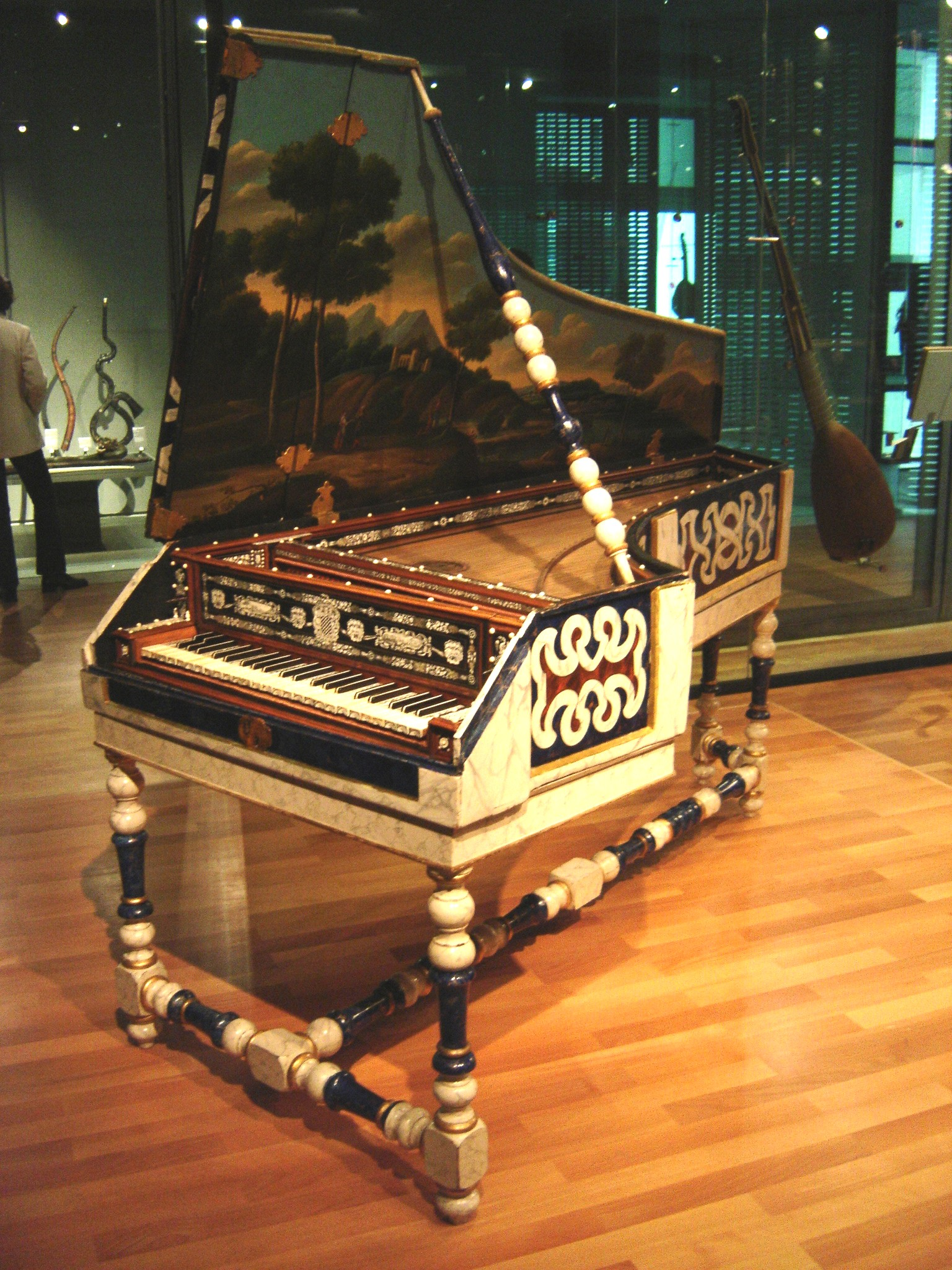
Cembalo från 1677.

Cembalo från 1650–1676, Skoklosters slott.

Cembalo ([ˈ(t)ɕembalʊ]), plural cembalor eller cembali, är ett klaverinstrument, nära släkt med spinett och virginal. Ordet är italienskt och en ellips av gravicembalo eller clavicembalo. Cembalon förekom sparsamt i Sverige och blev vanlig först under instrumentets renässans på 1900-talet. Under 1600- och 1700-talen kallades cembalo på svenska vanligen klavicymbal eller bara klaver. Det senare ordet använde man dock oftare om det vanligare klavikordet. Man kunde också använda den franska termen clavecin (clavessin, klavecin, med flera stavningar).

## Historia
Cembalon hade sin storhetstid under barocken, ca 1600–1750. Det var ett dyrt och svårskött instrument jämfört med klavikordet. Cembalon var därför aldrig något utbrett instrument i de vanliga hemmen, utan var vanligare i stora salonger och i offentliga lokaler som inte hade orgel. I det inflytelserika Frankrike upphörde cembalon att vara "överklassens instrument" när man ordnade cembalobål på torgen i Paris under revolutionen. I England fanns många gamla cembalor i bruk i privata salonger ännu vid 1800-talets mitt.
Cembalon var ett av de första instrument som Wolfgang Amadeus Mozart spelade, vid omkring tre års ålder.

## Konstruktion
Cembalons strängar knäpps av små stift som förr tillverkades av vingpennor från fåglar men numera vanligen av termoplasten polyoximetylen (POM, delrin). Stiften sitter i en liten trälåda, docka, som i sin tur sitter på tangenten, en aning rörligt monterade, så att de kan knäppa strängen ungefär som man med ett plektrum knäpper på en sträng. Mekaniken och den hörbara knäppningen ger instrumentet en ljus och spröd klangfärg som påminner om lutans. De tunna strängarna och det knäppande anslaget gör att strängens grundton och lägre övertoner avklingar tämligen fort, och då återstår de höga övertonerna, vilket ger det karakteristiska ljudet. Konstruktionen gör också att en cembalo förlorar stämningen mycket fort. Som cembalist måste man därför själv kunna stämma sitt instrument, vilket ju inte krävs av en pianist.
I Italien har instrumentet av hävd varit enmanualigt, på de flesta andra håll vanligen tvåmanualigt. Ofta finns det också flera uppsättningar strängar, flera körer, för varje manual och kanske också någon tilläggsanordning (tygdämmare eller annat) för att ändra klangen i en kör. Klangvariationsmedlen sammantaget kallas, liksom på orgeln, register. De manövrerades av gammalt med andrag, på moderna cembali ofta med pedalklaviatur. Övermanualen kan kopplas till den nedre med skjutkoppel.
En typisk stämdisposition är: i nedre manualen ett unisonregister (8 fot), som klingar i tangenternas tonhöjd, och ett oktavregister (4 fot), som klingar en oktav högre; i den övre två 8-fotsregister, varav det ena är ett lutregister, som ger en sordinerad liksom "klanglös" klang.

## Exempel på musik för cembalo
- Sonater av Domenico Scarlatti
- Johann Sebastian Bach: Goldbergvariationerna
- François Couperin "le Grand": L'art de toucher le clavecin
- Manuel de Falla: Concert Champêtre
- Georg Friedrich Händel: Suites de Pieces pour le Clavecin

## Kända cembalister i modern tid
- Jean Rondeau
- Jesper B. Christensen
- Rick Wakeman
- Kenneth Gilbert
- Morris Grauman
- Wanda Landowska
- Gustav Leonhardt
- Eva Nordenfelt
- Trevor Pinnock
- Scott Ross
- Freddie Mercury